# Karl Gustavs landskommun, Norrbotten
För landskommunen med detta namn i Västergötland, se Karl Gustavs landskommun, Västergötland.
Karl Gustavs landskommun var en tidigare kommun i Norrbottens län. Centralort var Karungi och kommunkod 1952-1966 var 2516.

## Administrativ historik
Karl Gustavs landskommun (från början Carl Gustafs landskommun) inrättades den 1 januari 1863 i Karl Gustavs socken i Norrbotten när 1862 års kommunalförordningar trädde i kraft. 
Kommunreformen 1952 påverkade inte indelningarna i området, då varken Västerbottens eller Norrbottens län berördes av reformen. 1967 uppgick Karl Gustav i Haparanda stad.

### Kyrklig tillhörighet
I kyrkligt hänseende tillhörde kommunen Karl Gustavs församling.

## Kommunvapnet
Blasonering: I fält av silver två stolpvis ordnade, blå sikar med beväring av guld, och däröver en med en krona av guld belagd, blå ginstam.
Detta vapen fastställdes av Kungl. Maj:t den 15 november 1946. Se artikeln om Haparanda kommunvapen för mer information. Sikarna representerar fiskenäringen, och kronan är härledet från ortnamnet, vilket är taget från Gustav III:s son Karl Gustav.

## Geografi
Karl Gustavs landskommun omfattade den 1 januari 1952 en areal av 472,50 km², varav 448,10 km² land. Efter nymätningar och arealberäkningar färdiga den 1 januari 1954 omfattade landskommunen den 1 januari 1961 en areal av 477,56 km², varav 454,44 km² land.

### Tätorter i kommunen 1960
I Karl Gustavs landskommun fanns tätorten Karungi, som hade 491 invånare den 1 november 1960. Tätortsgraden i kommunen var då 17,2 procent.

## Politik

### Mandatfördelning i valen 1938-1962
| 3 | 10 |  | 8 | 3 |

| 24 |

|  | 14 | 9 |  |

| 24 |

| 3 | 12 |  | 8 |  |

| 24 |

| 2 | 14 | 7 |  |  |

| 24 |

| 2 | 14 | 6 |  | 2 |

| 23 |

| 2 | 13 | 7 |  | 2 |

| 24 |

| 2 | 13 | 8 |  |  |

| 24 |

### Fotnoter
1. 1 2  SCB: Folkräkningen 1950 del 1 Arkiverad 29 oktober 2013 hämtat från the Wayback Machine. sida 18 & 191 i pdf:en
2. ↑  Per Andersson: Sveriges kommunindelning 1863-1993, Draking, Mjölby 1993, ISBN 91-87784-05-X, s. 99
3. ↑  Svenska Heraldiska Föreningens vapendatabas
4. ↑  Statistiska centralbyrån: Folkräkningen 1960 Del 1 Arkiverad 14 oktober 2013 hämtat från the Wayback Machine. sida 75 & 221 i pdf:en anm. till Norrbottens län not 3
5. ↑  SCB Folkräkningen 1960 del 2 Arkiverad 24 september 2015 hämtat från the Wayback Machine. sida 47 i pdf:en